# Cathédrale de Pescara
La cathédrale de Pescara ou cathédrale Saint-Céthée (en italien : cattedrale di San Cetteo) est une église catholique romaine de Pescara, en Italie. Il s'agit de la cathédrale de l'archidiocèse de Pescara-Penne. Elle est dédiée à Céthée (it), patron de la ville. 

## Architecture

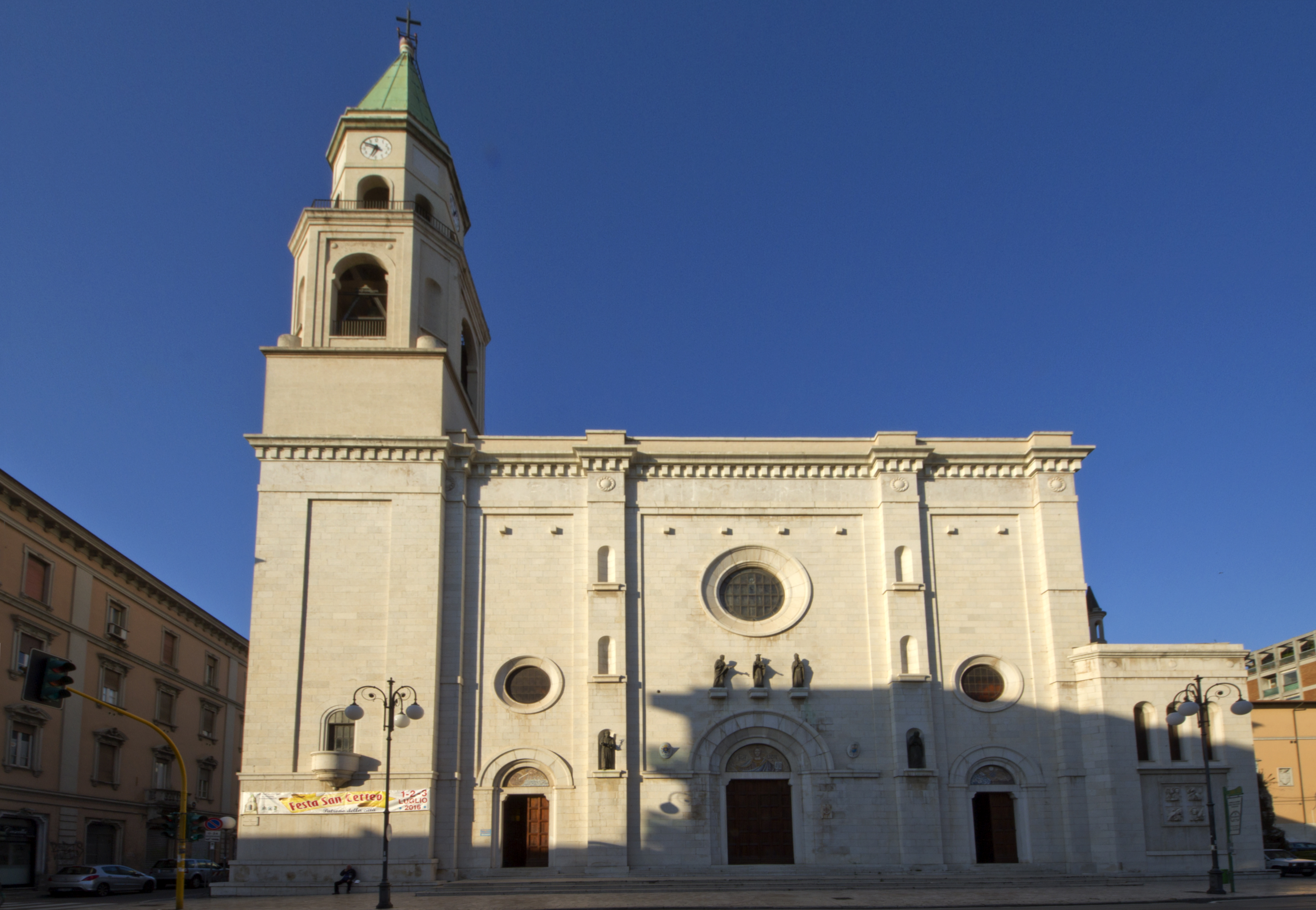
Façade, portail et campanile.
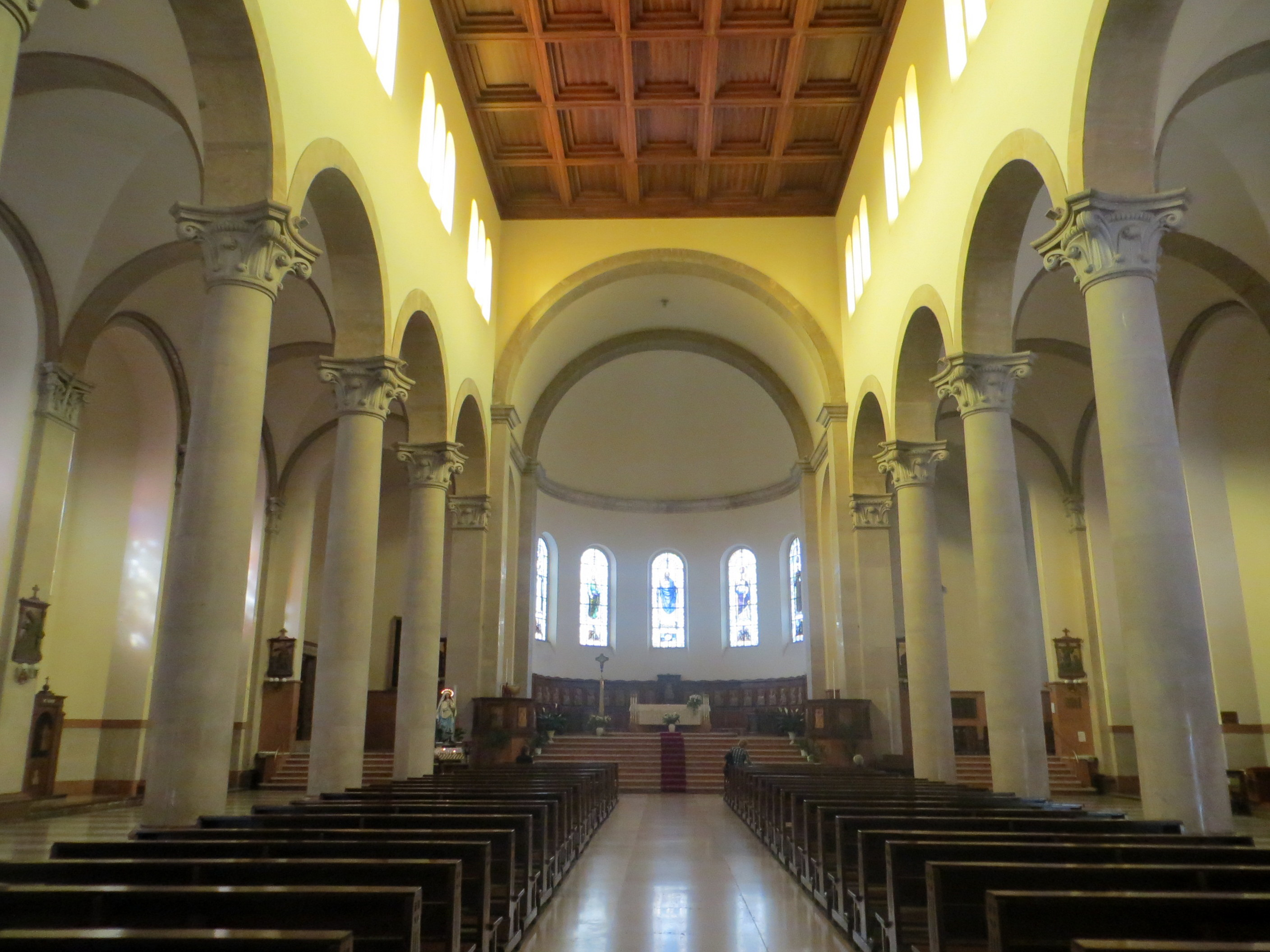
La nef vers le chœur et l'abside.
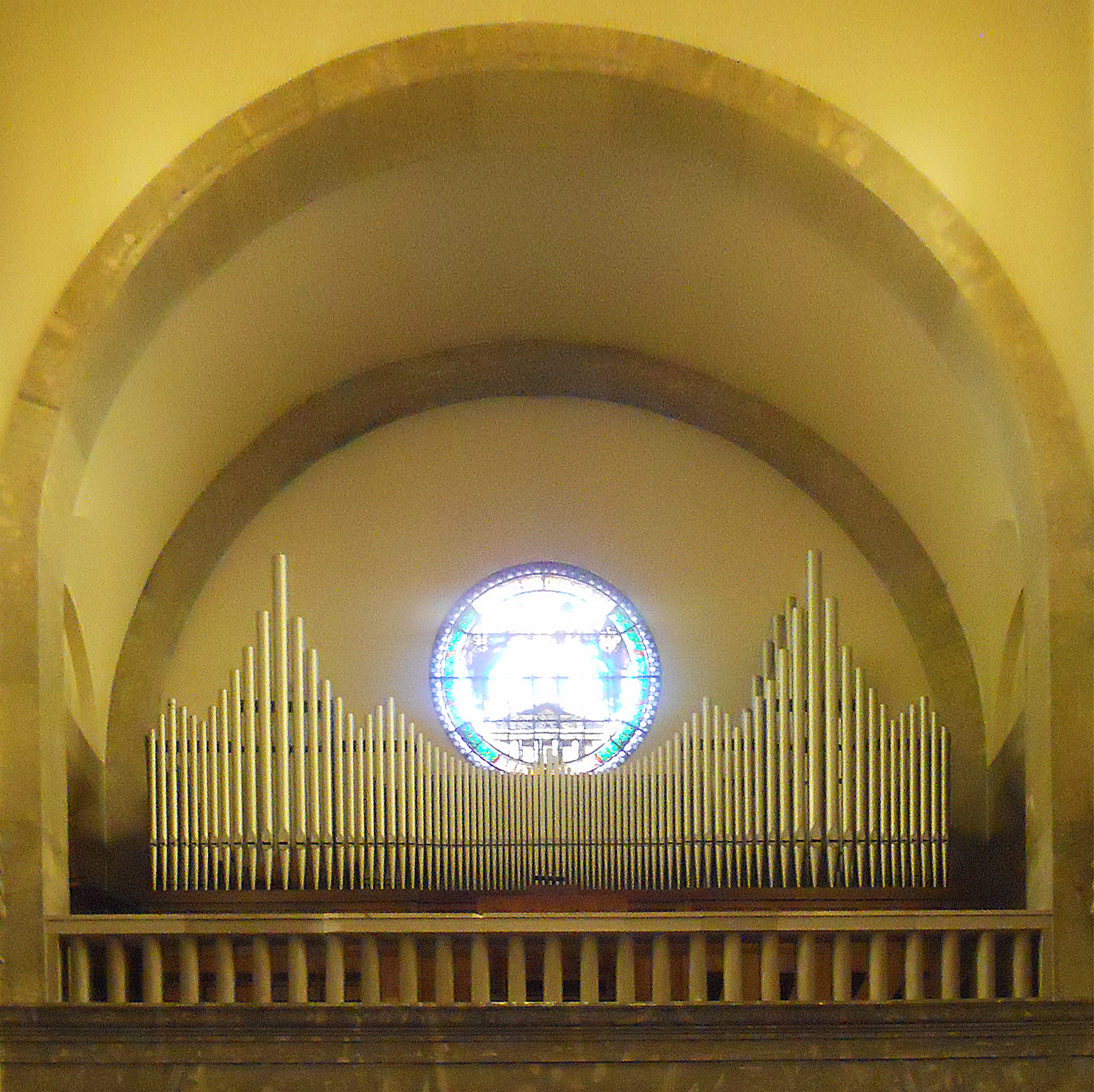
L'orgue.
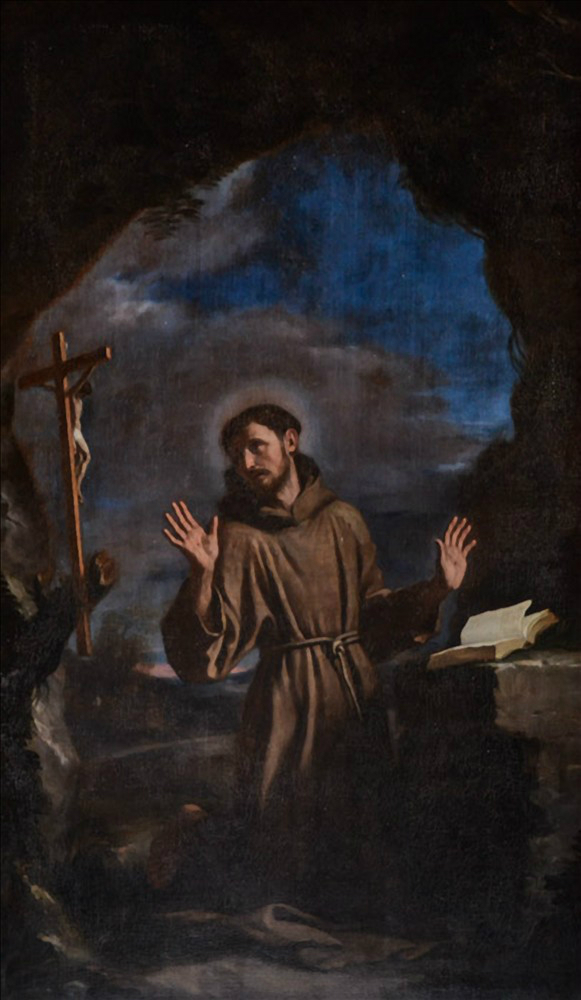
Saint François en adoration devant le crucifix, Le Guerchin (v. 1649), tableau de la cathédrale.

### Articles liés
- Archidiocèse de Pescara-Penne
- Pescara
- Liste des cathédrales d'Italie